# کژشکووو
کژشکووو (به لهستانی:  Krzyszkowo) یک منطقهٔ مسکونی در لهستان است که در گمینا روکیتنگتسا (استان لهستان بزرگ‌تر) واقع شده‌است.
 کژشکووو  ۶۴۷ نفر جمعیت دارد.